# 今津南
今津南（いまづみなみ）は、大阪府大阪市鶴見区にある町名。現行行政地名は今津南一丁目から今津南四丁目。

## 地理
鶴見区の南部に位置し、北に今津中、西に放出東、東と南に東大阪市と接している。

### 河川
- 第二寝屋川

## 世帯数と人口
2019年（令和元年）9月30日現在の世帯数と人口は以下の通りである。
| 丁目         | 世帯数    | 人口    |
| ------------ | --------- | ------- |
| 今津南一丁目 | 918世帯   | 1,728人 |
| 今津南二丁目 | 754世帯   | 1,569人 |
| 今津南三丁目 | 545世帯   | 1,098人 |
| 今津南四丁目 | 511世帯   | 1,066人 |
| 計           | 2,728世帯 | 5,461人 |

### 人口の変遷
国勢調査による人口の推移。
| 1995年（平成7年）  | 6,013人 | [ 5 ] |  |
| 2000年（平成12年） | 5,835人 | [ 6 ] |  |
| 2005年（平成17年） | 6,065人 | [ 7 ] |  |
| 2010年（平成22年） | 5,932人 | [ 8 ] |  |
| 2015年（平成27年） | 5,613人 | [ 9 ] |  |

### 世帯数の変遷
国勢調査による世帯数の推移。
| 1995年（平成7年）  | 2,244世帯 | [ 5 ] |  |
| 2000年（平成12年） | 2,261世帯 | [ 6 ] |  |
| 2005年（平成17年） | 2,493世帯 | [ 7 ] |  |
| 2010年（平成22年） | 2,497世帯 | [ 8 ] |  |
| 2015年（平成27年） | 2,460世帯 | [ 9 ] |  |

## 学区
市立小・中学校に通う場合、学区は以下の通りとなる。なお、小学校・中学校入学時に学校選択制度を導入しており、通学区域以外に鶴見区にある小学校・中学校から選択することも可能。
| 丁目         | 番                      | 小学校             | 中学校             |
| ------------ | ----------------------- | ------------------ | ------------------ |
| 今津南一丁目 | 全域                    | 大阪市立榎本小学校 | 大阪市立今津中学校 |
| 今津南二丁目 | 1番、3番、5番 7番、9番  | 大阪市立榎本小学校 | 大阪市立今津中学校 |
| 今津南二丁目 | 2番、4番、6番 8番、10番 | 大阪市立今津小学校 | 大阪市立今津中学校 |
| 今津南三丁目 | 全域                    | 大阪市立今津小学校 | 大阪市立今津中学校 |
| 今津南四丁目 | 全域                    | 大阪市立今津小学校 | 大阪市立今津中学校 |

## 事業所
2016年（平成28年）現在の経済センサス調査による事業所数と従業員数は以下の通りである。
| 丁目         | 事業所数  | 従業員数 |
| ------------ | --------- | -------- |
| 今津南一丁目 | 107事業所 | 1,071人  |
| 今津南二丁目 | 90事業所  | 717人    |
| 今津南三丁目 | 25事業所  | 219人    |
| 今津南四丁目 | 25事業所  | 67人     |
| 計           | 247事業所 | 2,074人  |

## 施設
- コノミヤ 放出店

## その他

### 日本郵便
- 〒538-0043[3]（集配局：大阪城東郵便局[13]）